# Szabinok
A szabinok (latin nyelven Sabini, ógörög nyelven Σαβῖνοι) ókori itáliai, az italikus nyelvek csoportjába tartozó indoeurópai nyelvet beszélő nép. A római hagyomány szerint a latinokkal együtt a legrégibb lakói közé tartozott annak a dombos vidéknek, ahol ma Róma városa terül el. Az i. e. 2. évezred és az 1. évezred fordulója körül vándorolhattak be északról az itáliai félszigetre. Legközelebbi rokonaik az umberek voltak.
Már Róma legendás alapítása idején, az i. e. 8. században szoros kapcsolatban álltak a latinokkal, amint azt a város alapításával kapcsolatos mondák, különösen a szabin nők elrablásáról szóló is tanúsítja. Eszerint Róma alapítója, Romulus ünnepséget szervezett, amire a szabin előkelőket is meghívták, majd elrabolták az ott megjelent szabin nőket. A szabinok bosszúhadjáratot szerveztek, az elrabolt szabin nők azonban az ellenfelek közé álltak, és kikövetelték a békét. Ezután a rómaiak és a szabinok békében éltek egymás mellett, sőt a két uralkodó – Romulus és Titus Tatius – közösen uralkodott. A szabinok fő lakóhelye ebben az időben a Quirinalis volt, míg a latinoké a Palatinus. 
A legendának lehettek bizonyos valós történeti alapjai, legalábbis ami a két nép szoros együttélését illeti. A latin nyelvben számos szabin eredetű szó van, különösen a gazdálkodással kapcsolatban, mint a bos (ökör), scrofa (koca) és a popina (konyha). Az ókori források gyakran szólnak kettős városról (geminata urbs, Titus Livius: Ab urbe condita, I. könyv, 13,4.). Erre utal a legősibb római intézmények közül néhánynak a kettős szerkezete, mint a Salii, Mars „táncoló papjai” két testülete: az egyik a Palatinus, a másik a Quirinalis nevét viselte. Romulus halála után a legenda szerint a szabin és a latin királyok váltakozva uralkodtak. A második király a szabin Numa Pompilius volt, a negyedik pedig Ancus Martius. E sajátos ősi dualizmus nyomai fedezhetők fel abban is, hogy a római polgárokat sokáig Quirites-nek is nevezték.
A szabinok egy másik csoportja önálló államalakulatban élt, őket csak jóval később, a köztársasági Róma felemelkedése idején, i. e. 290-ben hódították meg a rómaiak. Településeiket (Amiternum, Cures, Nursia, Reate) ekkor kapcsolták a római hatalmi övezethez. Néhány évtizeddel később ezek a szabinok is elnyerték a római polgárjogot, majd hamarosan beolvadtak a rómaiak közé. 